# W. F. Thomas
W. F. Thomas war ein britischer Hersteller von Automobilen.

## Unternehmensgeschichte
Das Unternehmen aus Birmingham begann 1903 mit der Produktion von Automobilen. Der Markenname lautete Thomas. Im gleichen Jahr endete die Produktion. Nur wenige Fahrzeuge entstanden.

## Fahrzeuge
Im ersten Modell trieb ein Zweizylindermotor mit 8 PS Leistung, der vorne im Fahrzeug montiert war, über ein Friktionsgetriebe und eine Kette die Antriebsachse an. Laut einer Quelle war es ein Dreirad mit hinterem Einzelrad. Ein Modell mit einem Einzylindermotor und 6 PS Leistung sowie ein weiteres Zweizylindermodell mit 10 PS Leistung waren zwar geplant, wurden aber nicht mehr hergestellt.